# Slavonski Brod
Slavonski Brod er en by i det østlige Kroatien, med et indbyggertal (pr. 2007) på ca. 62.000. Byen ligger i området Slavonien, ved bredden af floden Sava.

## Historie
Byen blev kaldt Marsonia under Romerriget og Brod na Savi fra 1244 til 1934. Byen ligger i området Slavonien, og er administrationsby i distriktet Brod-Posavina. Byen har også en havn, og ligger ca. 197 km sydøst for Zagreb.
Ordet «brod» betyder skib på moderne kroatisk, men byens navn kommer af en ældre betydning – vadested.
Centralt i byen findes den barokke Brod fæstning.